# 이진주 (1678년)
이진주(李鎭周, 1678년 ~ 1737년 10월 28일)는 조선시대 후기의 문신, 유학자이다. 자는 문보(文甫), 문주(文周) 또는 문보(文補), 본관은 우계(羽溪)이다. 취사 이여빈의 종4대손이 된다. 1728년 3월~4월 이인좌의 난 당시 순흥지역 의병대장 이휘도의 휘하에서 의병 참모로 활동했다.
1710년(숙종 36년) 증광과 진사시에 합격하여 진사가 되고 성균관에서 수학했으며 1714년(숙종 40) 성균관학유를 역임했다. 1719년 직부전시되고 1721년(경종 1년) 식년문과에 을과 4등으로 급제하였다. 이후 병조좌랑, 춘추관 기주간, 1723년 성균관학유, 학록, 학정, 1724(경종 4) 양현고직장, 학정, 사예를 역임했다. 1726년(영조 2) 성균관박사, 1727년 양현고직장, 성균관 전적,1728년(영조 4) 양현고주부, 성균관직강, 1729년 병조좌랑이 되었으며 겸춘추(兼春秋)직을 겸하였다.1730년 성균관직강, 사예 등을 거쳐 1730년 3월 진보현감(眞寶縣監)으로 부임하였다.
이후 사간원정언 정광은으로부터 적임자가 아니라는 이유로 여러차례 논박받고 파직되었다가 복직했으나 곧 사망했다. 과거 급제 후 서울로 상경, 성균관 반촌에서 거주했다 한다. 관직을 주로 성균관에서 오래 근무했으며, 관료생활 와중에 고향에도 내려가 순흥향교 활동에 꾸준히 참여하였다. 1728년(영조 5) 7월 15일 분무원종공신 1등(奮武原從功臣一等)에 책록되었다. 경상북도 순흥부 서남면 출신.

## 생애

### 출생과 가계
1678년(숙종 4) 경상북도 순흥부 서남면에서 태어났으며 정확한 생일은 기록이 전하지 않는다. 도촌 이수형(李秀亨)의 8대손으로, 고조부는 여암(汝香+唵)이고, 증조부는 생원 이성간(李成幹)이며, 조부는 이최(李火+崔)이며, 아버지는 사후 증 통정대부 승정원좌승지에 추증된 이기효(李基孝)이고 어머니는 예안김씨로, 통덕랑 김종해(金宗海)의 딸이며, 6남 4녀 중 둘째 아들로 태어났다. 자는 문보(文甫), 문주(文周) 또는 문보(文補)이고, 아호 여부는 미상이다.
단종 폐위에 분개하여 벼슬을 버리고 봉화 도촌으로 낙향한 도촌 이수형(桃村 李秀亨)의 8대손이고, 7대조는 사헌부감찰, 홍천혀남을 지낸 이대근(大根)이고, 5대조는 장사랑 기자전참봉, 군자감참봉을 역임한 이효신이며, 인목대비 폐모와 영창대군 처형을 반대하다가 영천 감곡으로 낙향한 취사 이여빈(炊沙 李汝香+賓)의 종4대손이 된다.
아버지 이기효는 생전에 관직이 없었는데 직책은 학생이라 한다. 이는 고성이씨 우와 이응수(寓窩 李應秀) 가문에서 소장 중인 『경자식년문과방목(庚子式年文科榜目)』 이진주 편에 등장한다. 이기효의 증직 벼슬은 후일 그의 출세로 증직된 벼슬이다.
형제로는 형 이진하(李鎭夏) 형 이진상(李鎭商)이 있고, 동생으로는 동생 이진한(李鎭漢), 동생 이진명(李鎭明), 동생 이진조(李鎭朝), 누이로는 류신석(柳申錫)에게 출가한 누이, 김구징(金龜徵)에게 출가한 누이, 월성인 손동필(孫東弼)에게 출가한 누이, 월성인 손동준(孫東準)에게 출가한 누이 등 누이는 4명이 있었다. 아버지의 전 부인 창원황씨(昌原黃氏), 황준(黃草+俊)의 딸에게서 맏형 이진하가 태어났고, 나머지 형제 4명과 누이는 동복 형제로 예안김씨 소생이었다. 
그의 초기 생애는 알려진 것이 없다. 그의 활동은 승정원일기, 일성록에 등장하며, 무신란 관련 사료에 간간히 등장한다. 본래 경상도 출신이나 과거 급제 후 한성으로 상경, 성균관 반촌에서 10년간 거주했다 한다. 그는 청렴한 문사였다.

### 생애 초반
어려서 어느 문인에게 글을 배웠으나 그에게 글을 가르친 스승의 존재는 기록이 실전되었다. 이후 성균관에 입학했으며 재생(齋生)으로 수학했다.
1700년(숙종 26년) 3월 7일 경릉참봉(敬陵參奉)에 제수되었다. 그러나 그는 어떤 이유로 부임하지 않았고, 이유는 알려지지 않았다. 1701년 3월 11일 의금부에서 관원들을 나추현고(拿推現告) 할때 같은 경릉참봉 윤성임 및 다른 참봉들과 함께 나추되었다.
1702년(숙종 28) 6월 1일 숙종의 명으로 직첩을 돌려받았다. 10월 18일 庚辰年秋冬等, 辛巳年春秋冬等褒貶居下, 壬午年春夏等褒貶居中·居下를 받은 관원들에게 다시 직첩을 환수해주라는 명을 받고 직첩을 돌려받았다.

### 과거 급제와 관료 생활 초반
유학(幼學)으로 1710년(숙종 36년) 경인(庚寅) 증광사마시(增廣司馬試) 진사에 3등(三等) 5위로 입격, 진사가 되고, 성균관에 들어가 수학하였다. 1714년 성균관학유가 되었다.
1719년(숙종 45) 1월 12일 숙종이 전강에서 친히 낸 응제에 우수한 성적을 거둬 급2분(給二分)을 하사받았다. 1719년 1월 12일 전강에서 숙종이 친히 출제한 과제에 우승하여 직부전시의 명을 받았다. 1721년(경종 1년) 4월 3일 식년 문과(式年文科)에 을과(乙科) 4위로 급제하였다. 그의 과거 급제일은 청대 권상일(權相一)의 일기 청대일기 4권(淸臺日記 四)에 의하면 이진주의 과거 급제일은 1721년 3월 22일나이라 한다.
이후 병조좌랑(兵曹佐郞), 겸 춘추관기주관을 역임했으며, 지방관 적임자의 물망에 오르기도 했다. 1723년(경종 3) 3월 25일 성균관학유, 5월 24일 학록, 8월 6일 학정이 되고 1724년(경종 4) 2월 양현고직장(養賢庫直長)이 되었다. 2월 26일 다시 학정이 되고, 2월 29일 겸 양현고직장(兼養賢庫直長)이 되었다. 그해 5월 17일 다시 학정, 이후 성균관사예(成均館司藝) 등을 지내다.
1724년 5월 17일 행약 역패(行藥 逆婢) 수라간 김상궁(金尙宮)이라는 사람을 조사하고 전형(典刑)할 것을 청하는 윤성시(尹聖時)의 상소문에 다른 관원들과 함께 공동서명하였다. 7월 17일 성균박사(成均博士)에 임명되었다.)
1726년(영조 2) 12월 28일 성균관박사, 12월 29일 영조가 친정한 이비에서 다시 성균박사에 재임명되었다. 1727년 3월 15일 양현고직장, 8월 7일 이비 정사에서 전적(典籍)에 임명됐다. 1728년(영조 4) 2월 3일 양현고주부가 되었다.

### 무신사태 전후
1728년(영조 5) 3월~4월 이인좌의 난 당시 순흥지역 의병대장 이휘도의 휘하에서 순흥의병대 참모로 활동했다. 이때 그의 친족들 중에도 일부 의병장에 자원하여 유학(幼學) 이세식(李世植)은 정제유사의 1명이었고, 친동생 유학(幼學) 이진한(李鎭漢)은 소모장의 1명이었다. 종성부사로 부임해가던 황익재 등도 영남초모사로 와 의병모집에 가담하였다.
4월 1일에는 향청에 모여 순흥지역 의병장 이징도(李徵道), 참모 전적 이진주(參謀典籍李鎭周), 참모 진사 황우일(進士黃宇鎰) 등이 모여 회합하여 조약을 세우고, 도내 고유문을 작성했으며 안동군으로도 사발통문을 보냈다.
1728년 6월 1일 직강에 제수되었다. 1728년(영조 5) 7월 15일 분무원종공신 1등(奮武原從功臣一等)에 책록되었다.
8월 2일~8월 12일 이인좌의 난 진압을 기념, 의병 해산 및 이지성(李知聖), 성기인(成起寅), 이중배(李重培), 이유(李 水+維), 김시빈(金始金賓), 이시항(李時沆), 김성흠(金聖欽), 권오응(金五應) 이수겸(李守謙) 황윤후(黃允垕) 이식명(李埴命) 황계후(黃啓垕) 등 영남진신(嶺南縉紳) 공동 연명상소에 서명하였다. 상소의 내용은 엎드려 하늘과 땅 사이에 우리 군신이 있으니 이또한 천지 어디에도 없는 우리 군신입니다. 하늘과 땅 사이에 영복이 더 있을수 없고 인간사 순리대로 되어 갑니다.(伏以有天地。卽有君臣。若無君臣。是無天地也。無天地。寧復有人理)라 하였다.
1729년 11월 25일 이조의 구전정사에서 병조좌랑이 되었으며, 11월 29일 병조에서 계를 올려 겸춘추(兼春秋)직을 겸하여 입직하였다.

### 관료 생활 후반
1730년(영조 6) 1월 14일 병조정랑으로 춘향 대제(春享大祭)에 제관으로 참여하였다. 그해 2월 8일에는 병조정랑으로 석전 대제(釋奠大祭)의 제관으로 참여하였다. 1730년(영조 6) 2월 10일 이비의 정사에서 성균관직강(成均館直講)에 임명되고, 3월 25일 사예 등을 역임했다. 1730년 12월 10일 진보현감(眞寶縣監)으로 부임하였다.
1730년 12월 10일부터 몽매하고 생각이 없다는 이유로 사간원 정언 정광은(鄭光殷)에게 여러번 논핵당하여 체직되었다. 정광은은 그가 '일전에 진보 현감(眞寶縣監) 이진주(李鎭周)가 신에게 와서 하직 인사를 하였는데, 한번 그 사람됨을 보니 몽매하여 생각이 없음을 알 수 있었습니다. 이렇게 수령을 각별히 가려 뽑는 때에 결단코 백성을 자식처럼 돌보는 책무를 맡겨서는 안 됩니다. 새로 제수된 진보 현감 이진주를 개차하소서.(日昨眞寶縣監李鎭周, 來辭於臣, 而一見其爲人, 可知其蒙無省識, 當此另擇守宰之日, 決不可畀以字牧之責。請新除授眞寶縣監李鎭周改差)'라 하였다. 
12월 29일 정언 정광은이 '진보 현감(眞寶縣監) 이진주(李鎭周)가 신에게 와서 하직 인사를 하였는데, 한번 그 사람됨을 보니 몽매하여 생각이 없음을 알 수 있었습니다. 이렇게 수령을 각별히 가려 뽑는 때에 결단코 백성을 자식처럼 돌보는 책무를 맡겨서는 안 됩니다. 새로 제수된 진보 현감 이진주를 개차하라'고 상소하였다. 영조는 곧 수락했고 그는 진보현으로 내려가던 중 체직되어 다시 되돌아왔다.

### 은퇴와 최후
1731년 1월 9일 영조가 진수당에서 소대(召對)할 때 시독관 김상성(金尙星)이 그를 옹호하였다. 김상성은 '저번에 새로 제수된 진보 현감(眞寶縣監) 이진주(李鎭周)가 마침 대간의 탄핵을 받아 체차되었습니다. 근자에 조정 관료들의 공개적인 칭송을 듣건대, 이진주는 실로 담담히 절조를 지킴이 있는 사람이라고 합니다. 신이 이미 그 대간을 꾸짖기를 ‘한 번 보고서 어찌 그 사람됨을 알 수 있겠는가. 어찌 용모로 사람을 취할 수 있단 말인가.’라고 하였습니다. 그는 영남 사람으로서 반촌(泮村)에 와서 머문 지 10여 년입니다. 재신(宰臣)이나 명신(名臣)은 그의 얼굴을 모르고, 다만 겸춘추로서 궐내에서 마주칠 때가 있었을 뿐입니다. 신의 백형(伯兄) 김상규(金尙奎) 또한 성균관의 직책을 인연으로 서로 만나보아 그의 사람됨을 알고 있는데, 대계(臺啓)가 매우 잘못되었다고 여겼습니다. 도승지 또한 말하기를 ‘그 대신(臺臣)으로 하여금 인혐하게 하였는데 실행되지는 못하였다.’라고 하였습니다. 대저 담담히 절조를 지킴이 있는 실로 드문 귀인으로서 영남의 처지에서 말하자면 또한 명망이 있는 선비입니다. 우연히 작은 고을을 맡았다가 공의(公議)에 배척을 받아 더러 안타까움을 보이는 이가 많습니다. 신은 비록 그 얼굴도 모르지만 그 사람됨을 알 수 있습니다. 지금 만약 이조에 분부하여 조용(調用)하게 하신다면 좋을 것입니다.'라 하였다.
이에 영조는 '이진주의 사람됨에 대해 나는 실로 그가 이와 같은지 모른다. 어찌 용모로 취하였겠는가. 이렇게 아뢰는 내용을 듣고 보니, 이번 수령을 가릴 때에는 담담한 사람을 취해야 마땅하다. 앞으로 수령 자리가 비거든 특별히 의망하게 하라' 하였다. 이후 영조 조정에서 입시한 한 신하가 아뢰기를, '이진주는 조용히 자신을 지켜 성균관에서 공부한 10여 년 동안 재신(宰臣)과 명사(名士)가 그의 얼굴을 알지 못하였습니다.' 하니, 영조가 수령을 선발할 때는 마땅히 조용히 자신을 지키는 자를 취해야 한다 하고, 곧이어 다시 진보현감에 재임명되었으나 사양하고 얼마 뒤에 사망하였다.
1737년 10월 28일에 사망했으며, 사망 장소, 사망 원인은 미상이다.

### 사후
주로 성균관에서 근무했으며 성균관 재직 시에는 서울로 상경해 반촌에 거주했다. 그밖에도 그는 종종 고향 순흥지역의 순흥향교 업무에도 틈틈히 참여하였다. 아들 이권(李權)은 통덕랑을 역임했다. 그의 사후 가세는 기울어졌고 그의 행적도 곧 잊혀졌다. 묘는 경상북도 영풍군 부석면 화감리 유좌(花甘里 酉坐)에 있다.
그는 증 승정원도승지(贈 承政院都承旨)에 추증되었다. 그의 증직 사실이 족보에는 실전되었으나, 2000년대 이후 고려, 조선시대의 문집, 고전을 복원, 데이터베이스화하는 과정에서 무신창의록에 그의 증직 사실이 무신창의록에 간략히 수록된 것이 확인되었다.

## 기타
순흥향교 활동으로는 1703년 8월 4일 순흥향교 서무찬인(西廡賛引), 봉작(奉爵), 1705년 2월 3일 봉작(奉爵), 제물유사(祭物有司), 1706년 2월 8일 서종사찬인(西從祀賛引), 8월 2일 봉로(奉爐), 1710년 8월 대축, 1711년 2월 서무헌관(西廡獻官), 8월 찬자(贊者), 1712년 2월 축(祝), 1716년 2월 6일 대축, 1717년 2월 2일 대축 등을 맡았다.
1718년 2월 8일 순흥향교 대축(大祝) 8월 1일 대축, 1719년 8월 7일 종헌관(終獻官), 1720년 2월 10일 대축, 1721년 8월 9일 아헌관(亞獻官), 1722년 2월 2일과 8월 4일 초헌관(初獻官) 등으로 활동했다.

## 평가
경연관 김상성은 그를 평하기를 '이진주는 실로 담담히 절조를 지킴이 있는 사람이라' 하였다. 김상성은 또한 '그는 영남 사람으로서 반촌(泮村)에 와서 머문 지 10여 년입니다. 재신(宰臣)이나 명신(名臣)은 그의 얼굴을 모르고, 다만 겸춘추로서 궐내에서 마주칠 때가 있었을 뿐입니다. 신의 백형(伯兄) 김상규(金尙奎) 또한 성균관의 직책을 인연으로 서로 만나보아 그의 사람됨을 알고 있는데, 대계(臺啓)가 매우 잘못되었다고 여겼습니다.', '대저 담담히 절조를 지킴이 있는 실로 드문 귀인으로서 영남의 처지에서 말하자면 또한 명망이 있는 선비입니다. 우연히 작은 고을을 맡았다가 공의(公議)에 배척을 받아 더러 안타까움을 보이는 이가 많습니다. 신은 비록 그 얼굴도 모르지만 그 사람됨을 알 수 있습니다.' 하였다.
무신창의록 건권 참모조에 그는 스스로 제 몸을 경계하고 삼가서 바르게 하였으며 청렴하고 매사에 조심성이 있었다. 일을 예견하고 추측하기를 주도면밀하고 상세, 세밀했다.(飭躬廉謹 料事周詳) 한다.

## 가족 관계
- 증조부 : 이성간(李成幹, 1585년 5월 21일 ~ 1668년 3월 1일)
- 할아버지 : 이최(李火+崔)
- 할머니 : 영천이씨(永川李氏, ? ~ ?), 통덕랑 이무(李茂)의 딸
- 아버지 : 이기효(李基孝, 1640년 ~ 1717년)
- 어머니 : 창원황씨, 황준(黃준草+俊)의 딸
  - 이복 형 : 이진하(李鎭夏, 1663 ~ ?)
- 어머니 : 예안김씨, 통덕랑 김종해(金宗海)의 딸
  - 형 : 이진상(李鎭商, 1675 ~ ?)
  - 동생 : 이진한(李鎭漢, 1684 ~ 1744년)
  - 동생 : 이진명(李鎭明, 1691년 ~ 1747년)
  - 동생 : 이진삼(李鎭參, ? ~ ?)
  - 매부 : 유신석(柳申錫)
  - 매부 : 김구징(金九徵)
  - 매부 : 손동필(孫東弼)
  - 매부 : 손동준(孫東準)
- 부인 : 창원황씨, 호군 황창렬(黃昌烈)의 딸
  - 아들 : 이권(李權, 1705년 ~ ?)
  - 며느리 : 덕수이씨(德水李氏, ? ~ ?), 이만화(李萬華)의 딸, 이진주의 전처
  - 며느리 : 전주이씨(全州李氏, ? ~ ?), 친정 미상, 이진주의 후처
  - 손자 : 이상택(李相宅, 1741년 ~ ?)
  - 아들 : 이매(李梅 1720년 ~ ?)
  - 며느리 : 안동권씨(安東權氏, ? ~ ?), 권열(權説)의 딸
    - 손자 : 이상우(李相宇, 1748년 ~ ?)
- 사위 : 서유진(徐愈晉), 달성인
  - 외손자 : 서성시(徐聖時)
  - 외손자 : 서성훈(徐聖勳)
  - 외손자 : 서성철(徐聖喆)
- 사위 : 김도운(金道運), 안동인
  - 외손녀사위 : 금진옥(琴振玉), 봉화인

## 같이 보기
- 이휘도
- 무신창의록
- 이인좌의 난

## 참고 문헌
- 《국조방목》
- 《사마방목》
- 《재향지》
- 《순흥지》
- 《승정원일기》
- 《무신창의록 (戊申倡義錄)》
- 《화재선생문집 (華齋先生文集)》권5(卷之五) / 소환록/본운결록(素患錄/本殞結錄)